# Eddie Goldenberg
Pour les articles homonymes, voir Goldenberg.
Eddie Goldenberg, B.A., M.A., B.C.L. (né en 1948 à Montréal) était le conseiller politique principal du premier ministre canadien Jean Chrétien.
Il est le fils de Carl Goldenberg, ancien sénateur canadien. Les discussions sur la politique font partie de la vie quotidienne de la famille ; son père est un fort partisan du Parti libéral du Canada et croit fortement à l'intervention gouvernementale pour le bien de la société, et il tente de transmettre ces valeurs à son fils.
Il entre en 1965 à la faculté des arts de l'Université McGill, où il étudie l'économie et la politique et puis le droit. Il se joint au Club libéral de l'université et travaille comme bénévole à la campagne électorale de Pierre Trudeau lors de l'élection fédérale de 1965. Il obtient son baccalauréat en 1969, puis étudie une année à l'Institut d'études politiques de Paris. Il obtient sa maîtrise en économie et en sciences politiques à McGill en 1971.
En 1972, grâce à son ami John Rae (en), il obtient ce qu'il croit être un emploi d'été dans le cabinet de Jean Chrétien, alors ministre des Affaires autochtones. Cet emploi d'été durera finalement plus de trente ans.
Il est finissant en droit à McGill en 1974 et se joint à temps plein au cabinet ministériel de Chrétien. Il suit Chrétien pendant plus de vingt ans dans ses différents ministères, incluant le Conseil du trésor, les Finances, la Justice (en tant que conseiller spécial de Chrétien en matière constitutionnelle de 1980 à 1982, il participe à la rédaction de la Charte canadienne des droits et libertés), et chef de l'Opposition officielle. De 1984 à 1990, il pratique également le droit à titre privé. En 1993, il est nommé conseiller politique principal de Chrétien. Il est responsable de la préparation de trois campagnes électorales pour Chrétien : en 1993, en 1997 et en 2000.
En tant que chef de cabinet, il doit guider les décisions du premier ministre lors de ses derniers mois en fonctions. Il a organisé les rencontres tumultueuses avec les hauts responsables américains, dont le président George W. Bush, et a participé en 2003 à la décision de ne pas envoyer de troupes canadiennes en Irak sans l'approbation du Conseil de sécurité des Nations unies.
Il est une personnalité influente derrière la candidature de Bob Rae à l'investiture du Parti libéral du Canada.
En 2006, il publie un livre-témoignage intitulé The Way It Works: Inside Ottawa sur les rouages politiques de la capitale canadienne.

## Source
- The Way It Works: Inside Ottawa, Eddie Goldenberg (2006)
- Fonds Edward S. Goldenberg, Bibliothèque et Archives Canada